# Quincy-le-Vicomte
Quincy-le-Vicomte est une commune française située dans le département de la Côte-d'Or, en région Bourgogne-Franche-Comté.

## Géographie

### Climat
Pour des articles plus généraux, voir Climat de la Bourgogne-Franche-Comté et Climat de la Côte-d'Or.
En 2010, le climat de la commune est de type climat des marges montargnardes, selon une étude du Centre national de la recherche scientifique s'appuyant sur une série de données couvrant la période 1971-2000. En 2020, Météo-France publie une typologie des climats de la France métropolitaine dans laquelle la commune est exposée à un climat océanique altéré et est dans la région climatique  Lorraine, plateau de Langres, Morvan, caractérisée par un hiver rude (1,5 °C), des vents modérés et des brouillards fréquents en automne et hiver. 
Pour la période 1971-2000, la température annuelle moyenne est de 10,5 °C, avec une amplitude thermique annuelle de 15,7 °C. Le cumul annuel moyen de précipitations est de 794 mm, avec 12,6 jours de précipitations en janvier et 8,2 jours en juillet. Pour la période 1991-2020, la température moyenne annuelle observée sur la station météorologique de Météo-France la plus proche, « Montbard_sapc », sur la commune de Montbard à 6 km à vol d'oiseau, est de 11,4 °C et le cumul annuel moyen de précipitations est de 853,5 mm,. Pour l'avenir, les paramètres climatiques de la commune estimés pour 2050 selon différents scénarios d'émission de gaz à effet de serre sont consultables sur un site dédié publié par Météo-France en novembre 2022.

## Urbanisme

### Typologie
Au 1er janvier 2024, Quincy-le-Vicomte est catégorisée commune rurale à habitat dispersé, selon la nouvelle grille communale de densité à 7 niveaux définie par l'Insee en 2022.
Elle est située hors unité urbaine. Par ailleurs la commune fait partie de l'aire d'attraction de Montbard, dont elle est une commune de la couronne,. Cette aire, qui regroupe 34 communes, est catégorisée dans les aires de moins de 50 000 habitants,.

### Occupation des sols
L'occupation des sols de la commune, telle qu'elle ressort de la base de données européenne d’occupation biophysique des sols Corine Land Cover (CLC), est marquée par l'importance des territoires agricoles (58,3 % en 2018), une proportion sensiblement équivalente à celle de 1990 (58,9 %). La répartition détaillée en 2018 est la suivante : 
forêts (39,6 %), terres arables (39,1 %), prairies (13 %), zones agricoles hétérogènes (6,2 %), zones urbanisées (2,1 %). L'évolution de l’occupation des sols de la commune et de ses infrastructures peut être observée sur les différentes représentations cartographiques du territoire : la carte de Cassini (XVIIIe siècle), la carte d'état-major (1820-1866) et les cartes ou photos aériennes de l'IGN pour la période actuelle (1950 à aujourd'hui).

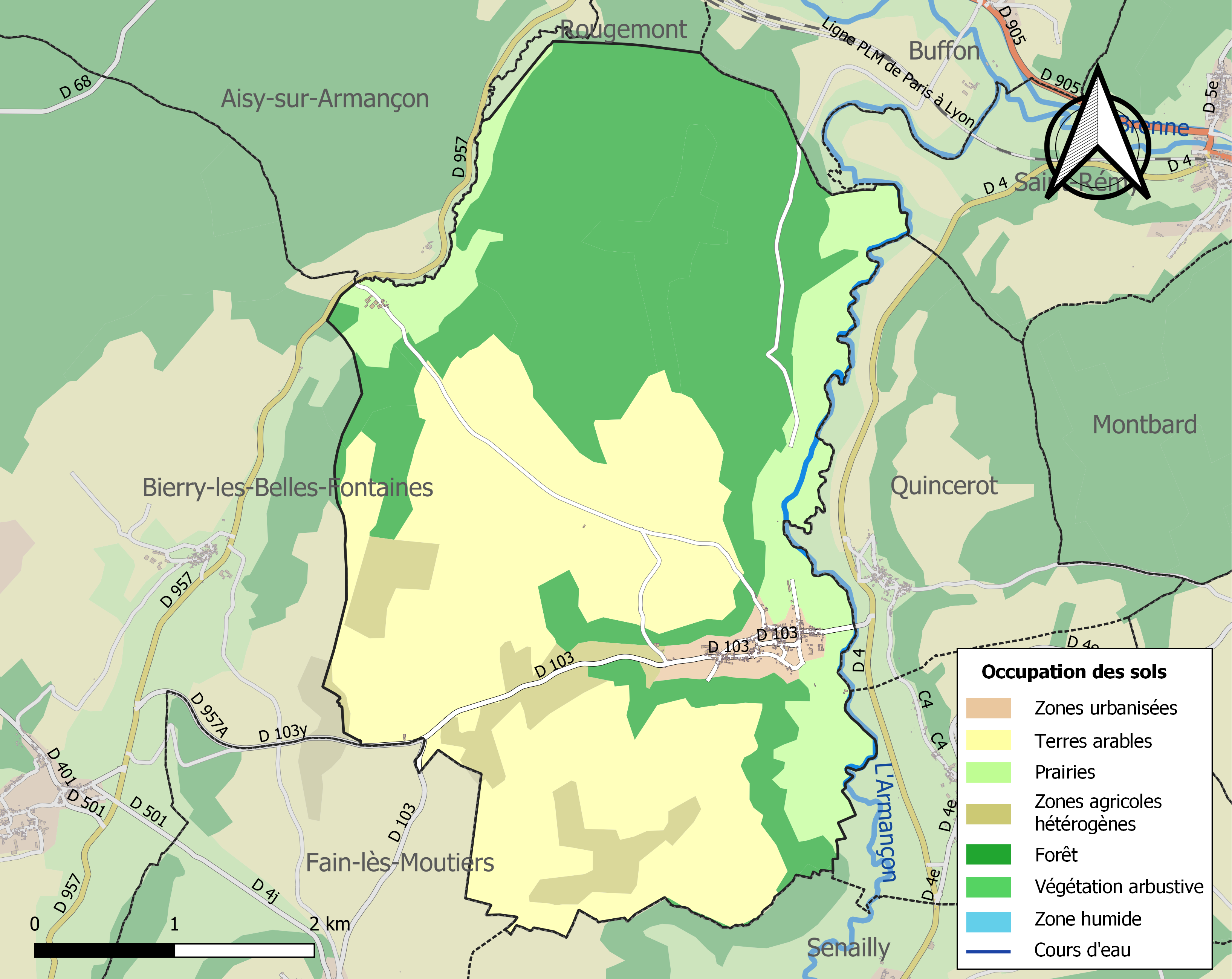
Carte des infrastructures et de l'occupation des sols de la commune en 2018 (CLC).

## Histoire
Au cours de la période révolutionnaire de la Convention nationale (1792-1795), la commune a porté le nom de Quincy-sur-Armançon.

## Politique et administration
| Période                                  | Période  | Identité     | Étiquette | Qualité                                            |
| ---------------------------------------- | -------- | ------------ | --------- | -------------------------------------------------- |
| mars 2001                                | En cours | Alain Bécard | PRG       | Président de la Communauté de Communes de Montbard |
| Les données manquantes sont à compléter. |          |              |           |                                                    |

## Démographie
L'évolution du nombre d'habitants est connue à travers les recensements de la population effectués dans la commune depuis 1793. Pour les communes de moins de 10 000 habitants, une enquête de recensement portant sur toute la population est réalisée tous les cinq ans, les populations de référence des années intermédiaires étant quant à elles estimées par interpolation ou extrapolation. Pour la commune, le premier recensement exhaustif entrant dans le cadre du nouveau dispositif a été réalisé en 2005.

En 2022, la commune comptait 207 habitants, en évolution de −0,48 % par rapport à 2016 (Côte-d'Or : +0,82 %, France hors Mayotte : +2,11 %).
| 1793 | 1800 | 1806 | 1821 | 1836 | 1841 | 1846 | 1851 | 1856 |
| ---- | ---- | ---- | ---- | ---- | ---- | ---- | ---- | ---- |
| 342  | 451  | 500  | 420  | 414  | 410  | 421  | 402  | 396  |

| 1861 | 1866 | 1872 | 1876 | 1881 | 1886 | 1891 | 1896 | 1901 |
| ---- | ---- | ---- | ---- | ---- | ---- | ---- | ---- | ---- |
| 395  | 401  | 368  | 341  | 367  | 350  | 347  | 353  | 325  |

| 1906 | 1911 | 1921 | 1926 | 1931 | 1936 | 1946 | 1954 | 1962 |
| ---- | ---- | ---- | ---- | ---- | ---- | ---- | ---- | ---- |
| 328  | 306  | 243  | 233  | 267  | 242  | 216  | 245  | 230  |

| 1968 | 1975 | 1982 | 1990 | 1999 | 2005 | 2006 | 2010 | 2015 |
| ---- | ---- | ---- | ---- | ---- | ---- | ---- | ---- | ---- |
| 209  | 183  | 171  | 172  | 193  | 193  | 193  | 194  | 206  |

| 2020 | 2022 | - | - | - | - | - | - | - |
| ---- | ---- | - | - | - | - | - | - | - |
| 200  | 207  | - | - | - | - | - | - | - |

## Lieux et monuments
- L'église paroissiale Saint-Martin.
- L'ancienne école.
- La fontaine du bourg.
- Le lavoir (et sa fontaine), un vieux et admirable monument situé dans le centre du village.
- Le monument aux morts.
- Un vieux pont dit romain enjambe l'Armançon, rivière située en bas du village.

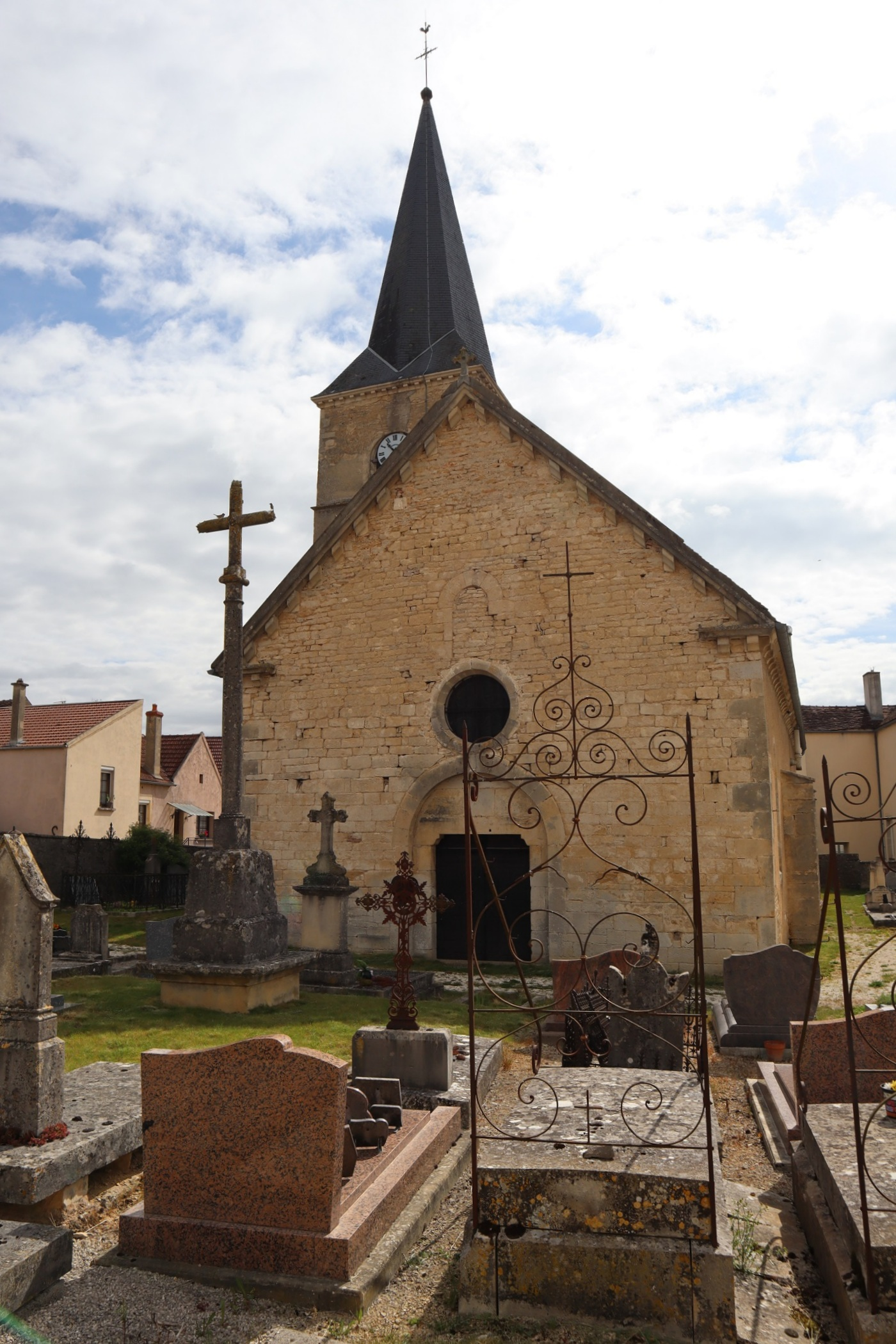
L'église Saint-Martin.
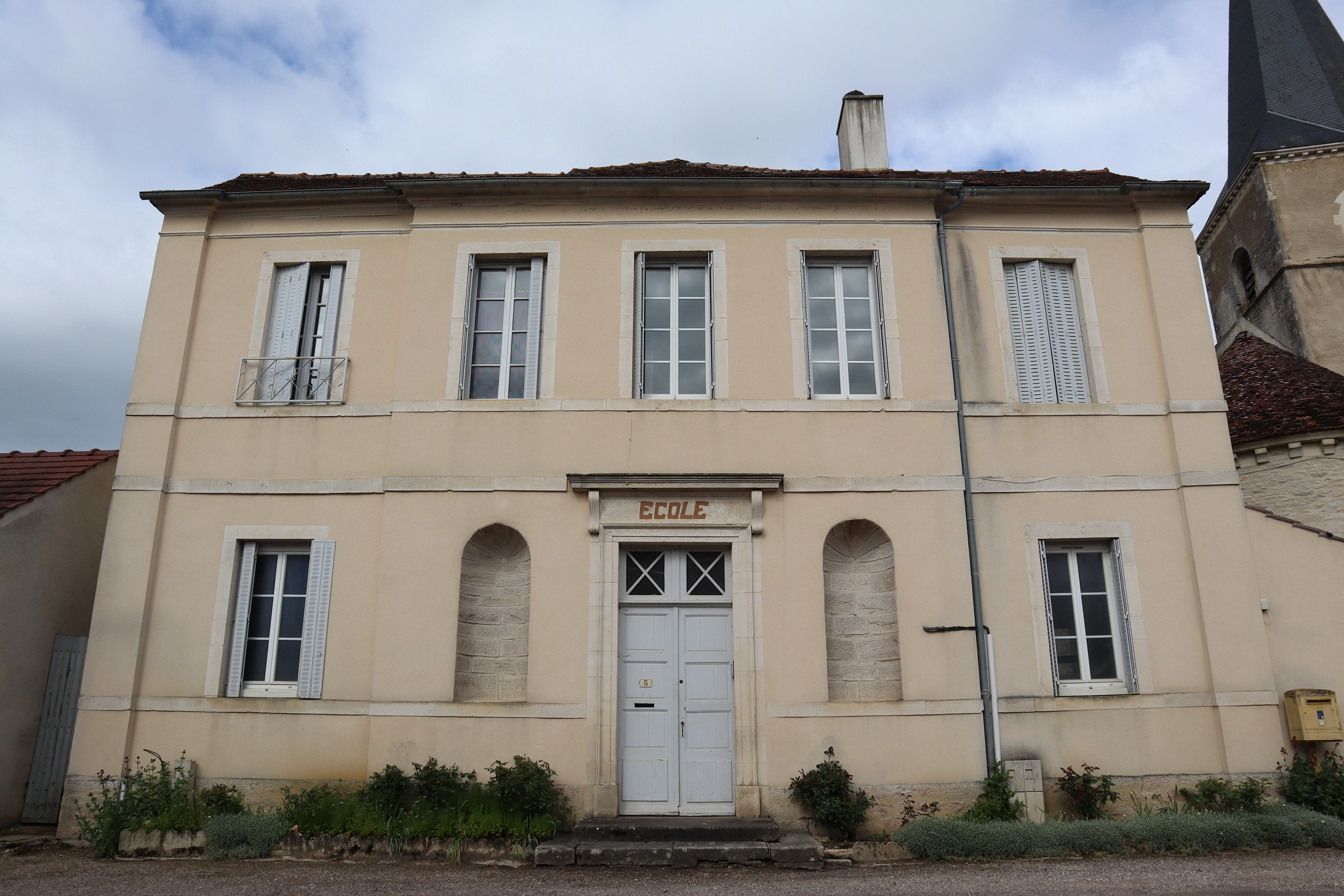
L'ancienne école.
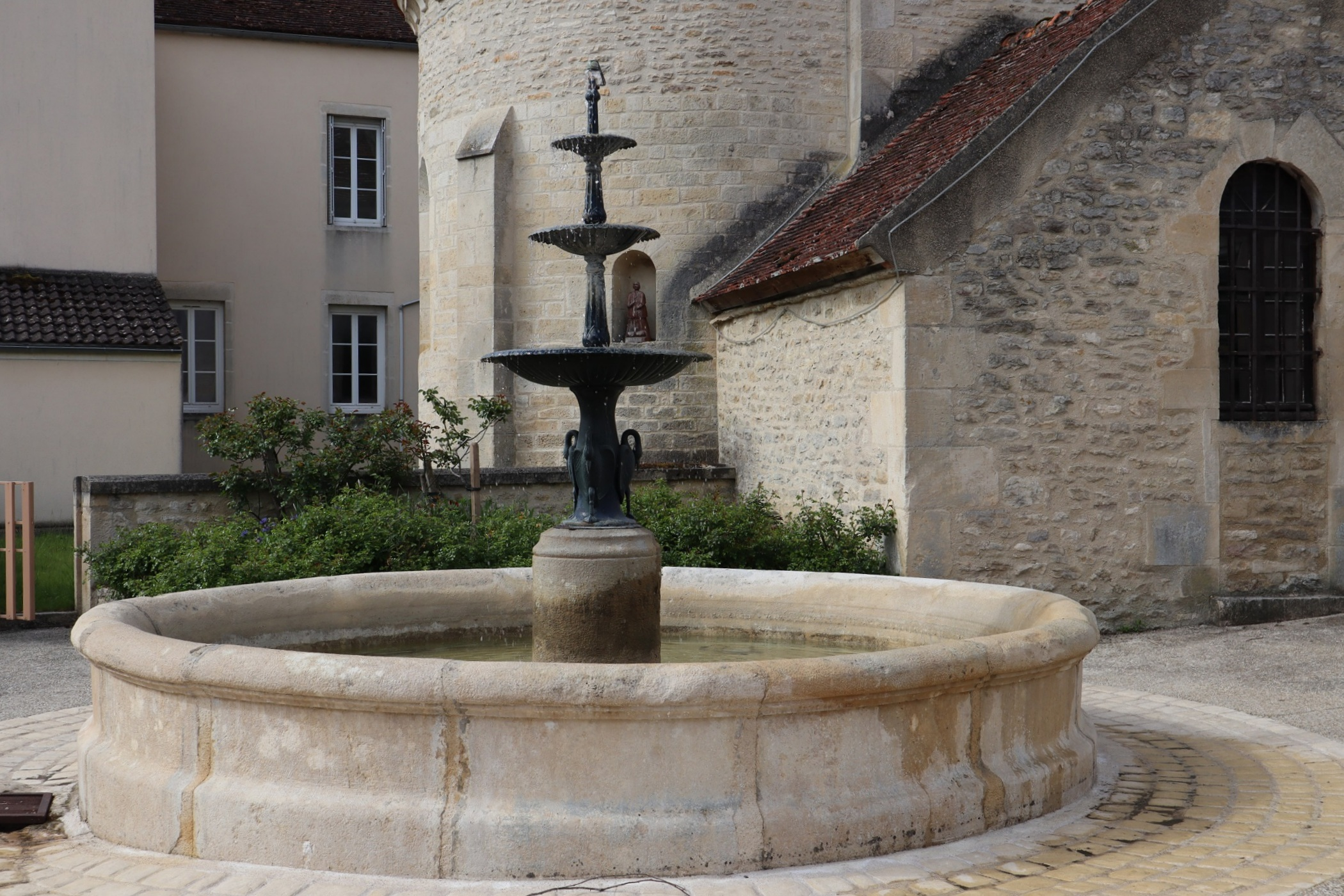
La fontaine.
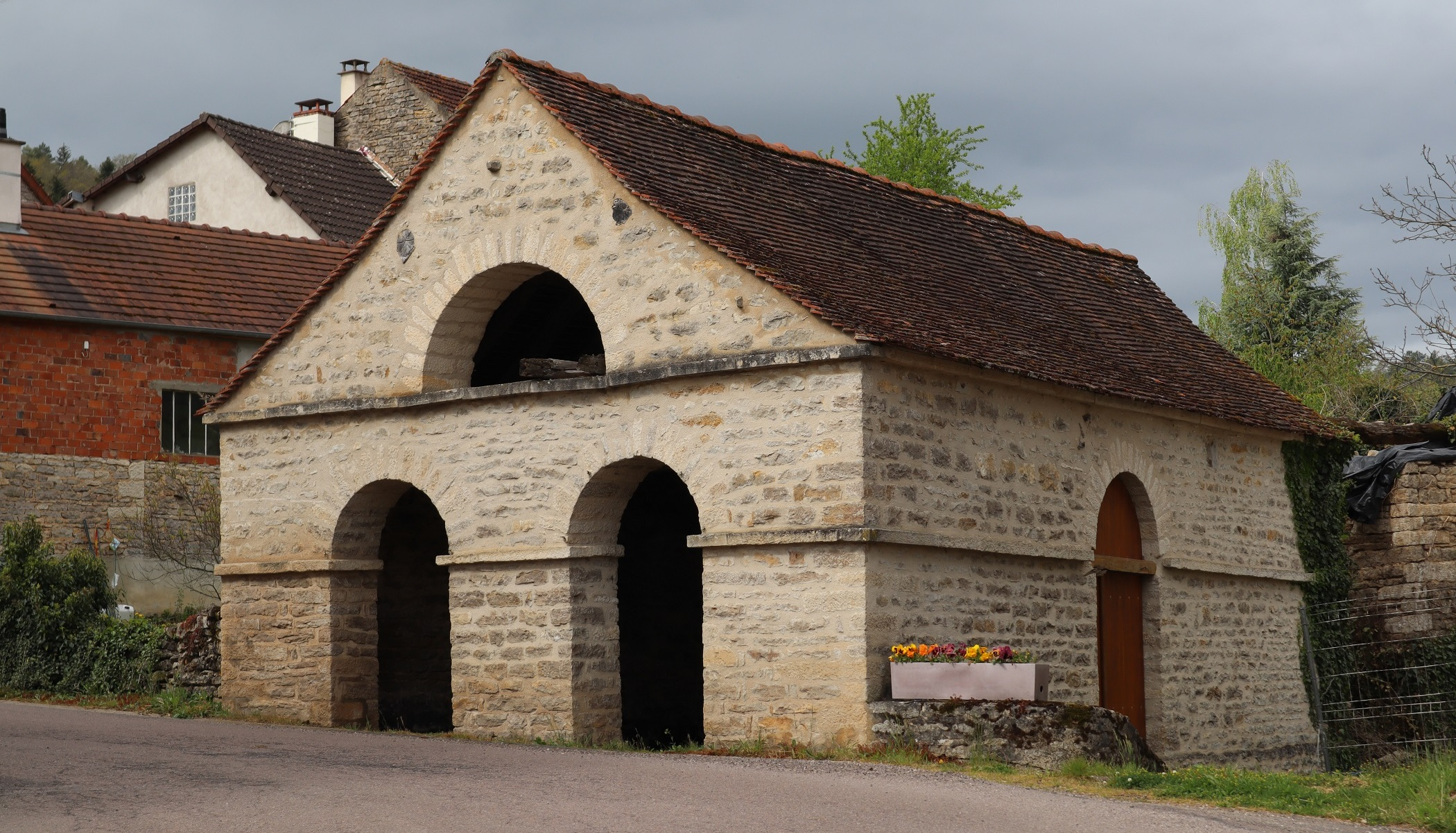
Le lavoir.
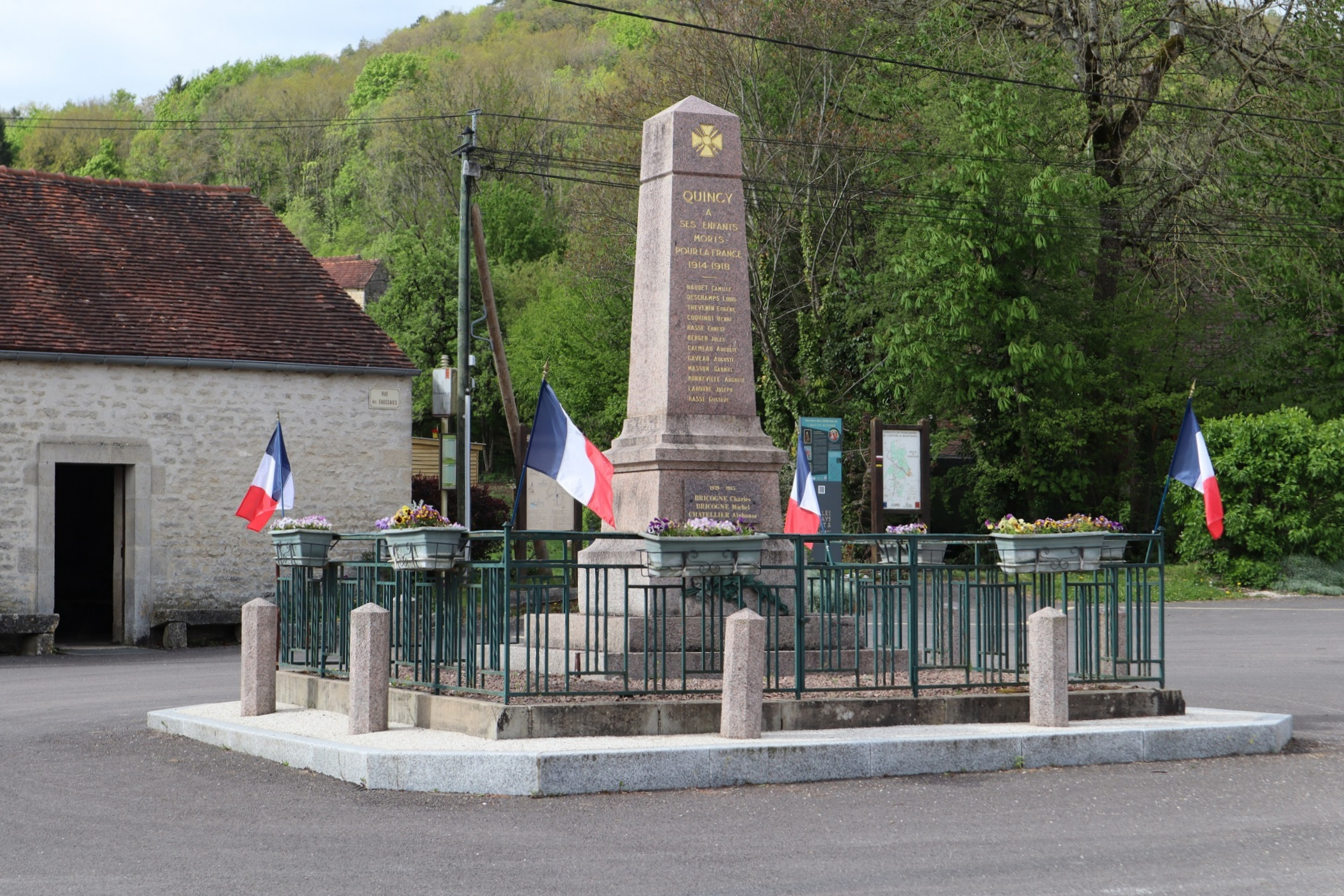
Le monument aux morts.

## Personnalités liées à la commune
- Claude Edme Trouble (1752-1843). Né à Quincy. Colonel du 24e régiment de dragons dans l'armée de Napoléon. Officier de la Légion d'honneur. Inhumé à Montbard.
- Édith Royer (1841-1924), décédée à Quincy.
- Maurice Blondel (1861-1949), marié en 1894 à Quincy à Rose Royer (1874-1919), quatrième fille d'Édith Royer.
- Adéodat Boissard (1870-1938), marié en 1893 à Quincy à Jeanne Royer (1871-1966), troisième fille d'Édith Royer.
- Charles Blondel (1895-1975), né à Quincy (fils de Maurice Blondel et de Rose Royer), commissaire régional de la République à Strasbourg en 1944-1945.
- Charles Bricogne (1913-1942), né à Quincy (arrière-petit-fils d'Édith Royer), capitaine des Forces françaises libres, mort le 10 juin 1942 à Bir-Hakeim, Compagnon de la Libération[17].